# Лейбюк Олексій Володимирович
Олексій Володимирович Лейбюк (нар. 5 жовтня 1992, м. Івано-Франківськ, Івано-Франківська область, Україна) — український актор театру і кіно, режисер, артист драми Івано-Франківського національного академічного обласного музично-драматичного театру ім. Івана Франка, телеведучий, співзасновник, директор і викладач Дитячої театральної майстерні при Франківському драмтеатрі.

## Життєпис
Народився в Івано-Франківську 5 жовтня 1992 року.
Виховували мати (Оксана Мельник, начальник відділу кадрів) і бабуся (Анна Мельник, швея).

### Освіта

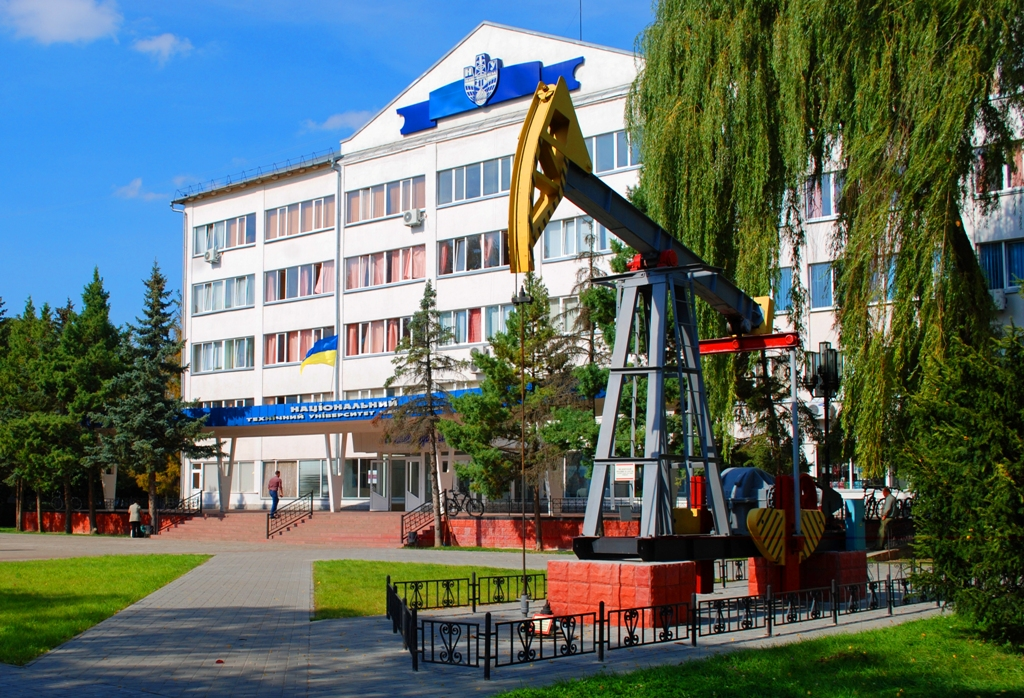
Івано-Франківський національний технічний університет нафти і газу

Середню освіту отримав у Івано-Франківській спеціалізованій школі №7 (1999 — 2007), закінчив музичну школу по класу скрипки. 13 років професійно займався бально-спортивними танцями. Середньо спеціальна освіта — Івано-Франківське вище професійне училище сервісного обслуговування техніки (2007 — 2010) за спеціальністю бухгалтерський облік.
Вищу освіту отримав на режисерсько-акторському курсі театрального факультету Київського національного університету культури і мистецтв (випуск 2015 року) — майстерня Ніни Гусакової. Вчився на курсі із Іваном Уривським, Дмитром Олійником. Друга вища освіта — публічне управління і адміністрування у Івано-Франківському національному технічному університеті нафти і газу (випуск 2021 року). Третя вища — Університет Короля Данила за спеціальністю архітектура та містобудування.

### Театр
У 6 класі отримав перший сценічний досвід у виставі «Біла Ворона» (постановка Анатолія Хостікоєва театральної компанії «Бенюк і Хостікоєв») Хлопчик, який мав грати у виставі, захворів під час гастрольного туру, й Олексія підготували та ввели в роль протягом півгодини.
Першу роль — Перчика у виставі за «Тевье-Тевелем» Григорія Горіна — зіграв в університеті, ще як студент 3-го курсу. Будучи студентом, почав працювати у Київському театрі «Золоті ворота», де грав Орфея у виставі «Еврідіка» за Жаном Ануєм у постановці Валерія Пацунова.

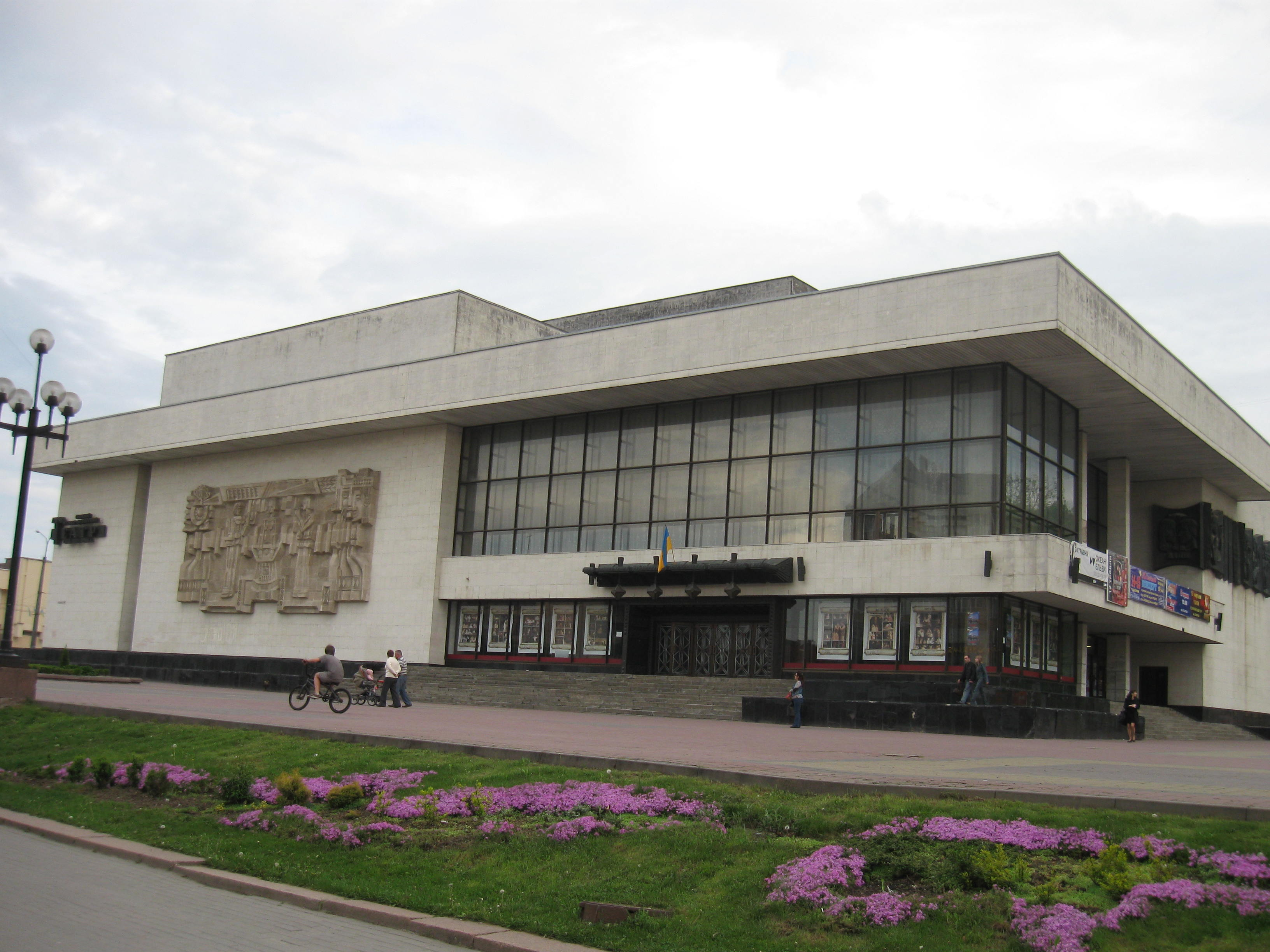
Івано-Франківський національний академічний обласний музично-драматичний театр імені Івана Франка

На запрошення Ростислава Держипільського переїхав до Івано-Франківська.
З 2014-го року — актор Івано-Франківського театру імені Івана Франка, на сцені якого зіграв понад 25 ролей, більшість з яких — головні (Голохвостий, Петер Леєр, Хайм Сутін, Аладдін).
Займається проєктами театру — виступив куратором напрямку «Аерофонія» під час фестивалю «Porto Franko», в рамках якого проходив перформенс із гелікоптерами, які озвучували музику Штокгаузена у футуристичній опері «AEROPHONIA» композиторів Романа Григорева та Іллі Разумейка у постановці Ростислава Держипільского.
Як режисер почав із постановки вистави «Кохання з присмаком дощу» — інсценізація Кіри Малініної за романом «Очі блакитного собаки» Маркеса, після якої були інші постановки на сцені Франківського драмтеатру («Красуня і Чудовисько»). Є постановником робіт Дитячої театральної майстерні («Україна в огні», «Мене звати», «Бабин Яр»), які згодом входили до основного репертуару театру, отримували фестивальне визнання.
2022-го реалізував незалежний проєкт — вокальну докудраму «Ніколи знову? Знову!» — етноформацію Галини Баранкевич про варварства московитів на західній Україні.

### Викладацька діяльність
Займається викладацькою діяльністю.
По переїзду з Києва, три роки викладав у франківській театральній школі «ЖИВБУВПЕС» (кер. Ігор Захарчук).
2018-го року очолив створену Дитячу театральну майстерню при Івано-Франківському театрі ім. Івана Франка. Перший набір відбувався через кастинговий відбір до трьох вікових груп. Станом на 2019-й рік загальна кількість учнів складала 90 дітей, у 2021-у — 150). До репертуару театральної майстерні увійшли вистави «Україна в огні» за мотивами кіноповісті Олександра Довженка, документальні вистави «Мене звати» за авторськими дитячими монологами та «Бабин Яр». Вихованці підійшли до постановки Шекспіра («Сон літньої ночі»).

### Кіно і телебачення
Повний метр у кінематографі розпочався із стрічки «Чому я живий» — фільм за оповіданням «Тепер я турок, не козак…» Євгена Митька режисера Віллена Новака, дія якого розгортається у Маріуполі довоєнного життя, який зібрав нагороди у Маріуполі (Гран-прі МКФ «КіТи»), Великій Британії (Діамантова нагорода журі за Найкращий повнометражний фільм Британського європейського кінофестивалю), став найкращим повнометражним фільмом «Future of Film Awards». Наступна робота — стрічка «Памфір» режисера Дмитра Сухолиткого-Собчука — історія про хорошого сім’янина, якому доля дає випробування, де він звертає з чесного шляху заради своєї сім’ї. На питання про свій шлях у кіно, відповідає, що «йде до Голлівуду».
Знімається у короткому метрі, музичному відео («Любов і Добро» Оксани Сливки та Віктора Барчука), рекламі («МТС», 2011, 2013; «Пепсі», 2013; «Mobile Nar» (Азербайджан), 2015; «Карсил», 2015).
У 2018 році став першим ведучим прямих етерів ранкової програми «Карпатський ранок» на телеканалі «UA: КАРПАТИ».
У липні 2018 року увійшов до TOP-20 найчарівніших та найпривабливіших молодих акторів України за версію видання «Главком», у лютому 2021-го — до TOP-10 найсексуальніших молодих акторів за версією проєкту «Дивогляд» «5 каналу».

### Особисте життя
Одружений.
Дружина — Галина Баранкевич, актриса театру, співачка. Рішення про одруження прийняли після тривалого знайомства та спільної роботу у театрі. Освідчився напередодні Нового 2020-го року, який пара разом проводила на Кіпрі. Церемонія пройшла 7 червня 2020-го. Первісток з'явився 27 жовтня 2023 року – син Тадей.

## Театральні роботи

### Актор
Київський театр «Золоті ворота»
- «Еврідіка» Жана Ануя; реж. Валерій Пацунов — Орфей[2]
- «Собор Паризької Богоматері» за мотивами однойменного роману Віктора Гюго; реж. Валерій Пацунов — Феб

Івано-Франківський академічний обласний музично-драматичний театр імені Івана Франка
У Франківському драмтеатру зіграв понад 25 ролей.
- (введення) — 2010 — «Звичайна горошина»; реж. Ростислав Держипільський — Принц
- (введення) — 2011 — «Заробітчанки»; реж. Ростислав Держипільський — італійський пан / Андреа / слідчий
- (введення) — 2012 — драма «…майже ніколи не навпаки» за однойменною книгою Марії Матіос; реж. Ростислав Держипільський — Андрій, єврей
- (введення) — 2012 — «Дуже проста історія» Марії Ладо; реж. Сергій Кузик — Олексій[36]
- (введення) — 2013 — драма «Три сестри» за драмою Антона Чехова; реж. Ростислав Держипільський — Василь Васильович Солоний, штабс-капітан
- (введення) — 2013 — притча «Готель двох світів» Еріка-Емманюеля Шмітта; реж. Орест Пастух — Жульєн Порталь[37]
- 2014 — соціальна драма «Кастинг, або Хто хотів люстрації?» за мотивами творів Віктора Пелевіна, Г.Грекова, Юрія Муравицького, Михайла Жванецького; реж. Андрій Кирильчук — Ікс і Аутсайдер
- 2014 — «Котигорошко» за п'єсою-казкою Анатолія Шияна; реж. Ростислав Держипільський — Котигорошко
- 2014 — феєрія-бурлеск «Енеїда» Ростислава Держипільського та Олексія Гнатковського за мотивами однойменної поеми Івана Котляревського; реж. Ростислав Держипільський — Анхіз
- 2014 — мюзикл «Шаріка, або Кохання січового стрільця» на музику Ярослава Барнича; реж. Ростислав Держипільський — танцор
- 2015 — діалог почуттів «Кохання з присмаком дощу» інсценізація Кіри Малініної за романом «Очі блакитного собаки» Габрієля Гарсії Маркеса; реж. Олексій Лейбюк — Він[2]
- 2015 — «Оскар і рожева пані» за однойменним романом Еріка-Емманюеля Шмітта; реж. Ростислав Держипільський — Тато Пеггі Блу
- 2016 — обман без антракту «Кар'єрні ігри» за п'єсою «Методу Гронхольма» Жорді Гольсерана[ca]; реж. Орест Пастух — Карлос Буено
- 2017 — героїчна комедія «Пристрасті Тіля» за мотивами п'єси «Тіль» Григорія Горіна; реж. Максим Голенко — Ламе
- 2017 — притча-ораторія «Вона — земля» Ростислава Держипільського за новелами «Моє слово», «Виводили з села», «Марія», «Сини», «Діточа пригода», «Вона — земля» Василя Стефаника; реж. Ростислав Держипільський, Наталка Половинка — Син[38]
- 2017 — комедія «За двома зайцями» за однойменною п'єсою Михайла Старицького; реж. Орест Пастух — Свирид Петрович Голохвостий
- 2017 — драма «На західному фронті без перемін» за однойменним романом Еріха Марія Ремарка; реж. Олексій Гнатковський — Петер Леєр[39][20]
- 2017 — «Красуня і Чудовисько» інсценізація Олексія Лейбюка за мотивами народної європейської казки; реж. Олексій Лейбюк — Гастон[2][14]
- 2018 — ескіз на тему долі «Модільяні» Ростислава Держипільського за мотивами сценарію однойменного[en] художнього фільму 2004 року Міка Девіса; реж. Ростислав Держипільський — Хайм Сутін
- 2018 — мюзикл «Гуцулка Ксеня» Ярослава Барнича; реж. Ростислав Держипільський — хлопець
- 2019 — трагіфарс «Калігула» за мотивами п'єси Альбера Камю; реж. Жюль Одрі (Франція) — Сципіон[40][41][42]
- 2019 — різдвяні набутки «Коляда та й плес… ізпрежди віка…»; реж. Ростислав Держипільський — бурсак
- 2020 — трагедія «Едіп» за Софоклом у перекладі Івана Франка; реж. Приходько Андрій — натовп, воїн
- 2020 — музична казка «Аладдін і чарівна лампа»; реж. Олексій Гнатковський — Аладдін
- 2021 — антиутопія «Навернений грішник» за мотивами «Бориславських оповідань» Івана Франка; реж. Назарій Панів — Йойша[43]

### Режисер
Івано-Франківський академічний обласний музично-драматичний театр імені Івана Франка
- 2015, 24 квітня — діалог почуттів «Кохання з присмаком дощу» інсценізація Кіри Малініної за романом «Очі блакитного собаки» Габрієля Гарсії Маркеса[2]
- 2017 — «Красуня і Чудовисько» інсценізація Олексія Лейбюка за мотивами народної європейської казки[2][14][44]

Дитяча театральна школа «ЖИВБУВПЕС»
- 2016 — сповідь втраченого дитинства «Янгол у пітьмі» Таїсії Лютої (у співрежисурі із Ігорем Захарчуком)[45]

Дитяча театральна майстерня при Івано-Франківському академічному обласному музично-драматичному театрі ім. Івана Франка
- 2019 — «Україна в огні» за мотивами кіноповісті Олександра Довженка (вистава увійшла до репертуару Франківського драмтеатру 2019 року)[46]
- 2020 — документальна вистава «Мене звати» Олексія Лейбюка за монологами сучасних авторів, авторських дитячих монологів (вистава увійшла до репертуару Франківського драмтеатру 2020 року)[12]
- 2021 — «Бабин Яр» документальна вистава (вистава увійшла до репертуару Франківського драмтеатру 2021 року)[47][13][20]

Незалежні проєкти
- 2022 — вокальна докудрама «Ніколи знову? Знову!» етноформація Галини Баранкевич[48][49][15][50]

## Фільмографія
- 2018 — «Дух Різдва» (реж. Юрій Паливода, «Franko film»)[51]
- 2021 — «Чому я живий» (реж. Віллен Новак, Одеська кіностудія)
- 2021 — «Покоління t» (реж. Тетяна Шавкова)[52]
- 2022 — «Памфір» (реж. Дмитро Сухолиткий-Собчук)[23]

## Нагороди та визнання
- 2018, липень — ТОР-20 найчарівніших та найпривабливіших молодих акторів України (видання «Главком»)[5][28]
- 2019, квітень — Всеукраїнський фестиваль «Овації» (м. Тернопіль)
  - «Янгол у пітьмі» (Театральна школа «ЖИВБУВПЕС») — 1-е місце[53]

- 2019, квітень — Театральна премія ім. Віталія Смоляка в галузі театрального мистецтва Івано-Франківської області (м. Івано-Франківськ)
  - «Янгол у пітьмі» (Театральна школа «ЖИВБУВПЕС») — Найкраща вистава народних аматорських драматичних колективів[54]

- 2019, травень — Всеукраїнський фестиваль «День театру» (м. Київ)
  - «Янгол у пітьмі» (Театральна школа «ЖИВБУВПЕС») — 1-е місце[53]

- 2020, серпень — III Всеукраїнський відкритий театральний фестиваль дитячих та юнацьких колективів «Казки України»[55]
  - Премію у номінації «Відкриття фестивалю» — документальна вистава «Мене звати» (Дитяча театральна майстерня)
  - Спеціальна премія за режисерську роботу (Олексій Лейбюк)
- 2021, лютий — ТОР-10 найсексуальніших молодих акторів (проєкт «Дивогляд», «5 канал»[29][30]
- 2021, травень — IV Всеукраїнський відкритий фестиваль театрального мистецтва аматорських дитячих та молодіжних колективів «Імпреза над Латорицею» (м. Мукачево)[55][56]
  - Краща вистава фестивалю — вистава «Україна в огні» (Дитяча театральна майстерня)
  - Кращий акторський ансамбль
  - Краща роль другого плану (Ольга Держипільська)
  - Голос фестивалю (Ірина Шегеда)
- 2023, квітень — V Всеукраїнський відкритий фестиваль театрального мистецтва аматорських дитячих та молодіжних колективів «Імпреза над Латорицею» (м. Мукачево) — Вистава «Мене звати»[57]
  - Гран-прі
  - Краща режисерська робота
  - Краща вистава на сучасну тематику